# Kaskasapakte
Der Kaskasapakte ist einer der höchsten und am schwierigsten zu besteigenden Berge Schwedens.
Er liegt nördlich des Kebnekaise in der historischen Provinz Lappland. An seinem Fuß befindet sich der Gletschersee von Tarfala mit einer meteorologisch-glaziologischen Forschungsstation.
Der Normalweg führt über die Westflanke, ist aber steinschlaggefährdet. Die Nordwand mit 500 Metern Höhe ist als kombinierte Fels-Eis-Tour zu bewerten.